# Delgivning
Delgivning är ett juridiskt begrepp som innebär att ett dokument, en dom eller ett beslut överlämnas till en person på ett dokumenterat sätt. Delgivning är till för att senare tjäna till bevis, till exempel i en rättegång eller för att någon framställt ett krav eller för att visa att preskriptionsavbrott skett. Tidpunkten för delgivningen kan styra tidsgränsen för överklagande.
Det vanligaste är att ett dokument skickas eller lämnas till den som ska delges, men om det som skall delges är av liten omfattning kan delgivningen i vissa fall göras muntligt, till exempel på telefon. 
I vissa fall, främst när det är många som ska delges eller när den som skall delges inte går att få tag på kan delgivning göras på andra sätt. Informationen som ska delges (eller ett meddelande om var informationen finns tillgänglig) kan anslås offentligt eller annonseras. Den kan också lämnas i den söktes bostad eller fästas på dörren till bostaden, så kallad spikning. 
För att myndigheten ska kunna visa att handlingen delgetts och när det gjorts använder de ofta delgivningskvitton som den som får handlingen undertecknar och sänder tillbaka. Ett säkrare sätt är genom stämningsman.  
Sverige och Finland reglerar delgivning i respektive lands delgivningslag.

## Sverige
Enligt delgivningslagen (2010:1932) kan delgivning ske som 
- vanlig delgivning
- muntlig delgivning
- förenklad delgivning
- särskild delgivning med juridisk person
- stämningsmannadelgivning och
- kungörelsedelgivning.[1]

## Finland
Delgivningen av en stämning eller en kallelse till en svarande, en målsägande eller ett vittne eller till en sakkunnig i ett brottmål sköts av tingsrätten enligt 11 kap. 1 § 2 mom. finska rättegångsbalken.
En delgivning kan verkställas med iakttagande av det förfarande som framställs i begäran eller
1. genom att handlingarna delges personligen på det sätt som stadgas i 11 kap. 4 § rättegångsbalken,
2. genom att de handlingar som ska delges skickas till mottagaren per post mot mottagningsbevis eller per brev på det sätt som stadgas i 11 kap. 3 § rättegångsbalken eller
3. genom att de handlingar som ska delges skickas som elektroniskt meddelande, om det på ett tillräckligt tillförlitligt sätt kan säkerställas att mottagaren får vetskap om handlingen.

En stämningsansökan eller en kallelse till en svarande, en målsägande, ett vittne eller en sakkunnig i ett brottmål ska i allmänhet delges personligen.

## England och Wales
I England och Wales, regleras delgivning av handling av Del 6 i civilprocesslagen från 1998 (Part 6 of the Civil Procedure Rules 1998).